# Meroglossa impressifrons
Meroglossa impressifrons là một loài Hymenoptera trong họ Colletidae. Loài này được Smith mô tả khoa học năm 1853.

## Hình ảnh

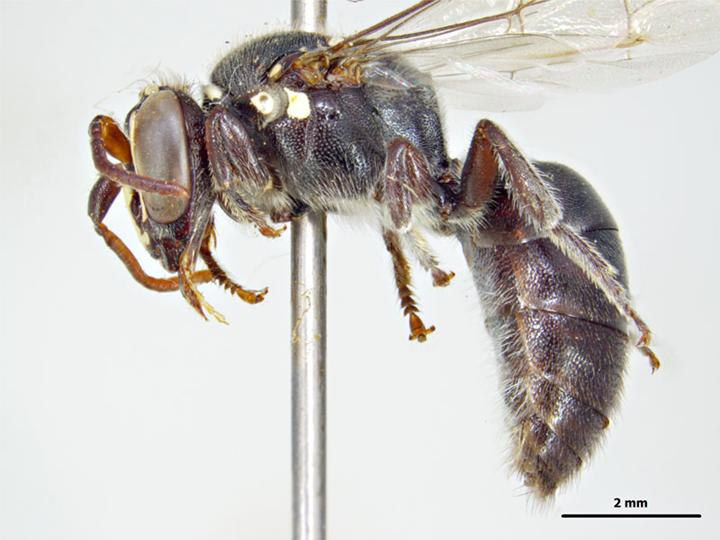